# Liacarus globifer
Liacarus globifer är en kvalsterart som först beskrevs av Kramer 1897.  Liacarus globifer ingår i släktet Liacarus och familjen Liacaridae. Inga underarter finns listade i Catalogue of Life.